# Hajo Herrmann
Hajo (Hans Joachim) Herrmann (Kiel, 1 augustus 1913 - Düsseldorf, 5 november 2010) was een Duits militair en advocaat.
Herrmann maakte deel uit van het Legioen Condor en verwierf in Spanje het Spanjekruis in Brons met de Zwaarden. Tijdens de Tweede Wereldoorlog was hij bombardementspiloot bij de Duitse luchtmacht. Herrmann voerde diverse bombardementen uit op geallieerde doelen. Hij werd onderscheiden met het Ridderkruis met eikenloof en zwaarden en was daarmee een van de meest onderscheiden piloten van de Luftwaffe. Herrmann was een goede vriend van Hermann Göring en een belangrijk luchtstrateeg.
In mei 1945 raakte Herrmann in Russisch krijgsgevangenschap, waaruit hij in oktober 1955 terugkeerde. Daarna studeerde hij rechten en begon hij een carrière als advocaat. Herrmann verdedigde talloze Duitse oorlogsmisdadigers, neonazi's, Holocaustontkenners en beruchte extreemrechtse personen. Zelf was Herrmann vaak te zien in televisieprogramma's waarin hij zei dat Holocaust nooit had plaatsgevonden en waarin hij Groot-Brittannië beschuldigde van het uitlokken van de Tweede Wereldoorlog. Hajo Herrmann werd hiermee de meest omstreden advocaat in de naoorlogse Duitse geschiedenis.
Tot op hoge leeftijd was hij actief als advocaat en mediapersoonlijkheid.

## Decoraties
- Ridderkruis van het IJzeren Kruis op 13 oktober 1940 als Oberleutnant en Staffelkapitän van het 7./KG 4 "General Wever"[4]
- Ridderkruis van het IJzeren Kruis met Eikenloof (nr.269) op 2 augustus 1943 als Major en Geschwaderkommodore van het JG 300[4]
- Ridderkruis van het IJzeren Kruis met Eikenloof en Zwaarden (nr.43) op 23 januari 1944 als Oberst en Inspecteur van de nachtjagers in het Reichsluftfahrtministerium en commandant van het 30. Jagd-Division[4]
- IJzeren Kruis 1939, 1e Klasse (oktober 1939)[5] en 2e Klasse (27 mei 1940)[5]
- Duits Kruis in goud op 5 juni 1942 als Hauptmann in de III./KG 30[6]
- Gesp voor Gevechtsvluchten aan het Front voor jachtvliegers in goud met nummer "300"
- Spanjekruis in brons met Zwaarden
- Ehrenpokal für besondere Leistung im Luftkrieg[7]
- Gezamenlijke Piloot-Observatiebadge in Goud met Diamanten